# Кулиг (село)
Кули́г (таб. Кьуликк) — село в Хивском районе Дагестана. Входит в состав Ляхлинского сельского поселения.

## География
Село расположено в 13 км к северо-западу от села Хив, административного центра района.

## Население
| 1895 | 1926 | 1939 | 1970 | 1989 | 2002 | 2010 |
| ---- | ---- | ---- | ---- | ---- | ---- | ---- |
| 138  | ↘123 | ↗133 | ↗181 | ↗197 | ↗218 | ↘120 |
| 2021 |      |      |      |      |      |      |
| ↘0   |      |      |      |      |      |      |